# Saint-Maur (Cher)
Saint-Maur  ist eine französische Gemeinde mit 258 Einwohnern (Stand 1. Januar 2022) im Département Cher in der Region Centre-Val de Loire. Sie gehört zum Kanton Châteaumeillant, einem Teil des Arrondissement Saint-Amand-Montrond. 

## Lage
Die Gemeinde liegt ca. 50 km südlich der Stadt Bourges am Fluss Portefeuille. Im östlichen Gemeindegebiet verläuft sein Zufluss Cheminon, der hier noch Les Gouttes genannt wird.
Nachbargemeinden sind:
Le Châtelet im Norden, Reigny im Nordosten, Culan im Osten, Sidiailles im Südosten, Saint-Saturnin im Südwesten, Châteaumeillant im Westen und Saint-Jeanvrin im Nordwesten.

## Bevölkerungsentwicklung
| Jahr      | 1962 | 1968 | 1975 | 1982 | 1990 | 1999 | 2010 | 2019 |
| --------- | ---- | ---- | ---- | ---- | ---- | ---- | ---- | ---- |
| Einwohner | 506  | 445  | 396  | 329  | 287  | 295  | 249  | 277  |

## Sehenswürdigkeiten
Die Kirche Saint-Maur (St. Maurus) aus dem 12. Jahrhundert wurde im 13. Jahrhundert erweitert und im 15. Jahrhundert umgestaltet.

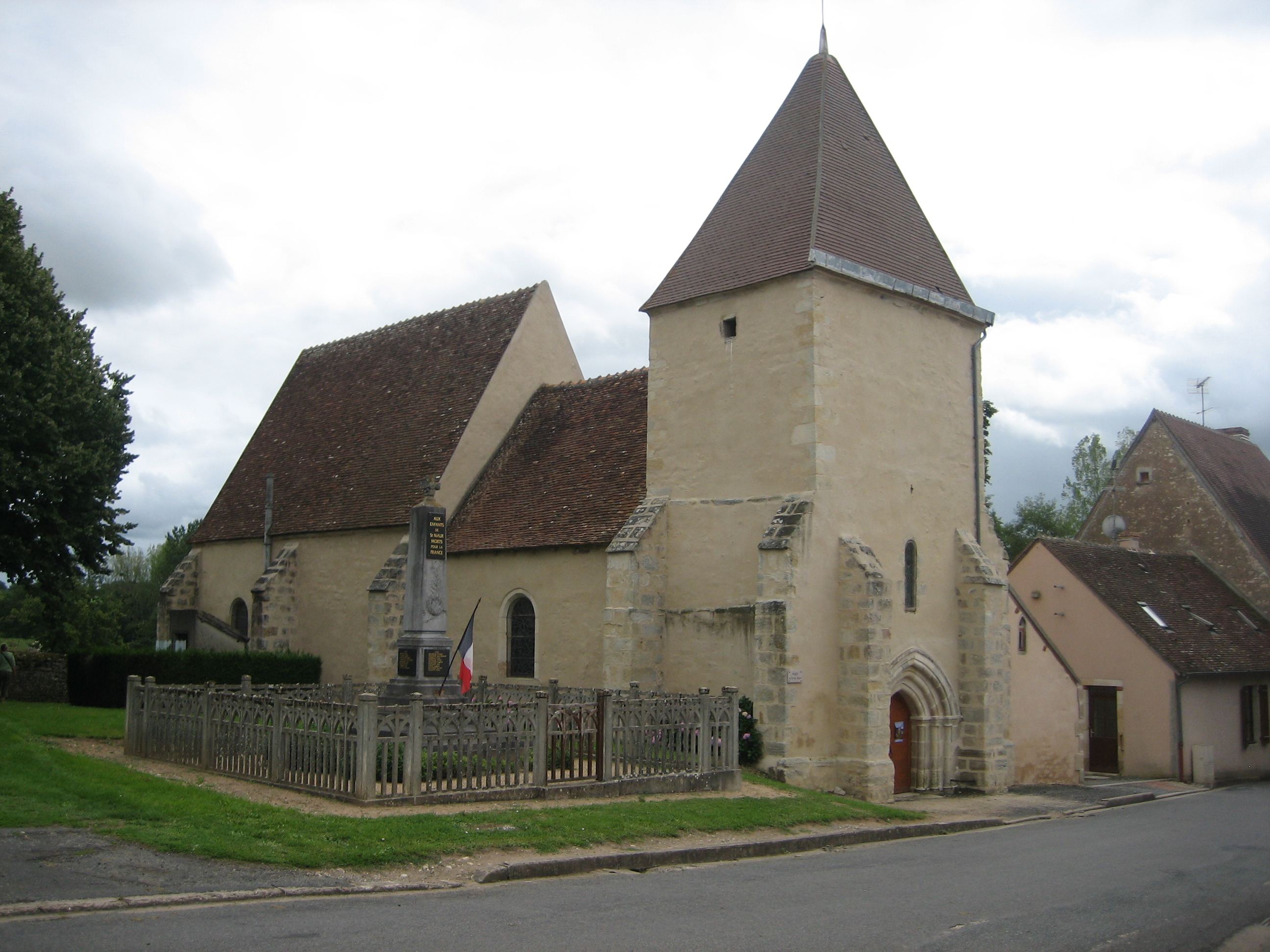
Kirche Saint-Maur in Saint-Maur

## Wirtschaft
Saint-Maur ist ein Weinbauort, dessen Weine unter der Appellation d’Origine Contrôlée (OC) Châteaumeillant vermarktet werden.